# Setge de Puebla (1847)
El setge de Puebla (1847) fou un atac realitzat per la guerrilla mexicana a la guarnició deixada pel general Winfield Scott mentre aquest prenia la Ciutat de Mèxic. El setge fallit del quarter nord-americà duraria 28 dies, del 13 de setembre al 12 d'octubre de 1847.

## Antecedents
El general Winfield Scott tenia diverses guarnicions ubicades al llarg de la ruta de Veracruz a la Ciutat de Mèxic per tal de protegir les seves línies de subministrament. Un dels quarters es va situar a la ciutat de Puebla (Puebla), aproximadament a dos terços de la distància entre la Ciutat de Mèxic i la costa. Al capdavant de la guarnició hi havia el Tinent Coronel Thomas Childs, tot i que aquest actuava com a coronel provisional ("brevet"). Child comptava amb 500 soldats per a la defensa de la ciutat. Després de la caiguda de la Ciutat de Mèxic, el General Antonio López de Santa Anna va reuniciar a la presidència i es va passar a comandar les seves forces, utilitzant-ne la meitat per tal d'intentar reprendre Puebla. El General Joaquín Rea comandava la guerrilla mexicana a la rodalia de la ciutat.

## Setge
El 14 de setembre de 1847, el mateix dia en què la Ciutat de Mèxic queia en mans estatunidenques, el General Joquín Rea organitzà les seves forces i comença el setge. Les forces estatunidenques controlaven tres punts importants dins i fora de la ciutat: un convent, el Fort de Loreto i la Ciutadella de San José. Els mexicans s'havien endut la major part dels queviures de la zona, però Thomas Childs n'havia aconseguit salvaguardar prou com per evitar la fam de les seves tropes. Rea va exigir la rendició de la guarnició el 16 de setembre, però Childs es negà a capitular. Rea atacà San José, però fou rebutjat. Santa Anna arribà a Puebla el 22 de setembre i va demanar oficialment a Childs el lliurament de la ciutat. Aquest de nou s'hi negà. Les forces mexicanes van intentar assaltar el convent, però en foren rebutjats de nou. A finals de setembre, Santa Anna va haver de marxar amb una mica menys de la meitat de les forces assetjants per dirigir-se a l'est on arribaven reforços de Veracruz. Amb les forces mexicanes reduïdes, els estadunidencs van aprofitar l'oportunitat per atacar els campaments mexicans.

## Conseqüències

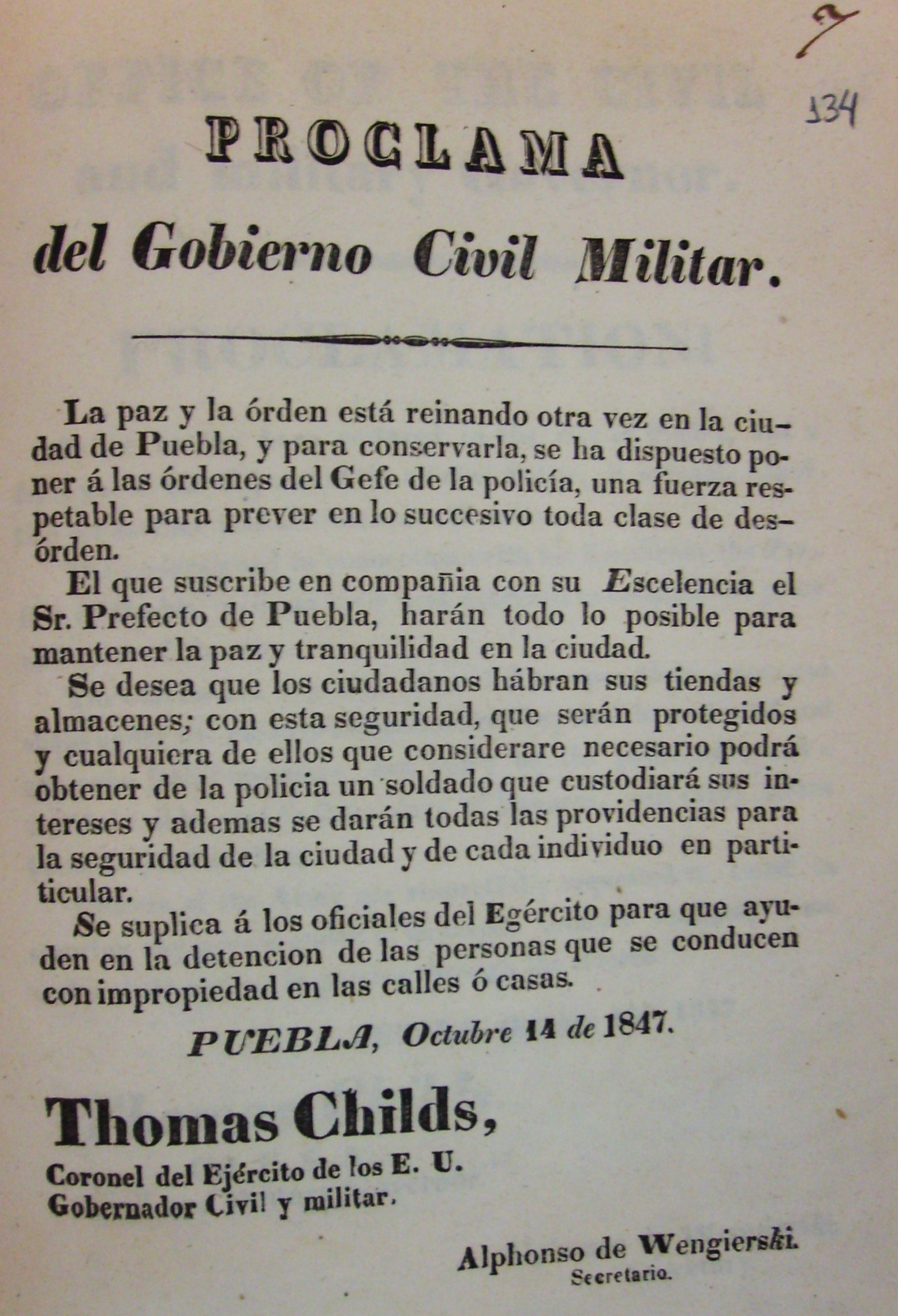
Proclama de Thomas Childs a Puebla abans del setge de la ciutat

El setge va ser la darrera amenaça significativa per les forces estatunidenques en el centre de Mèxic. Malgrat que les incursions guerrilleres varen continuar, el govern mexicà no comptava amb recursos per seguir amb la guerra en diversos fronts. El General Joseph Lane va seguir dirigint les campanyes d'operacions amb la finalitat d'acabar amb els atacs guerrillers contra els soldats estatunidencs durant 1847 i 1848.